# Patinete

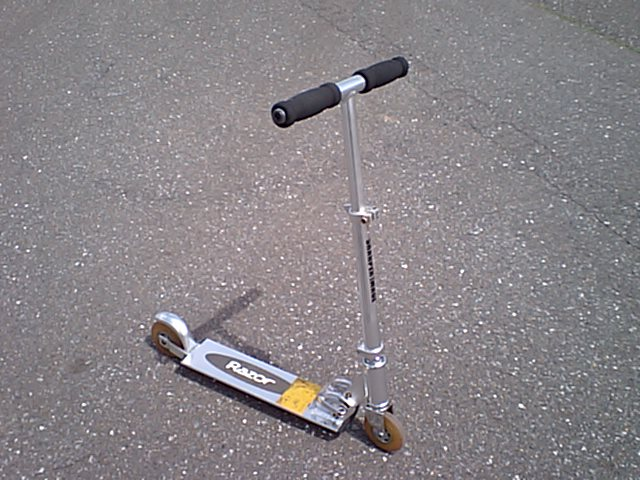
Patinete, patín del diablo o simplemente monopatín con mango.

Un patinete, patineta, monopatín, patín del diablo o escúter (del inglés scooter), es un vehículo que consiste en una plataforma alargada sobre dos ruedas en línea y una barra de dirección, con la que se desliza el patinador tras impulsarse con un pie contra el suelo. Tradicionalmente el patinete ha sido empleado como juguete por los niños, posteriormente como medio de transporte —principalmente urbano—, y actualmente también es usado para practicar el deporte llamado Freestyle Scootering. Para usarlo se debe montar de pie encima de él, poner las manos sobre el manillar e impulsarse utilizando uno de los pies contra el suelo.

## Variaciones

### Tradicional

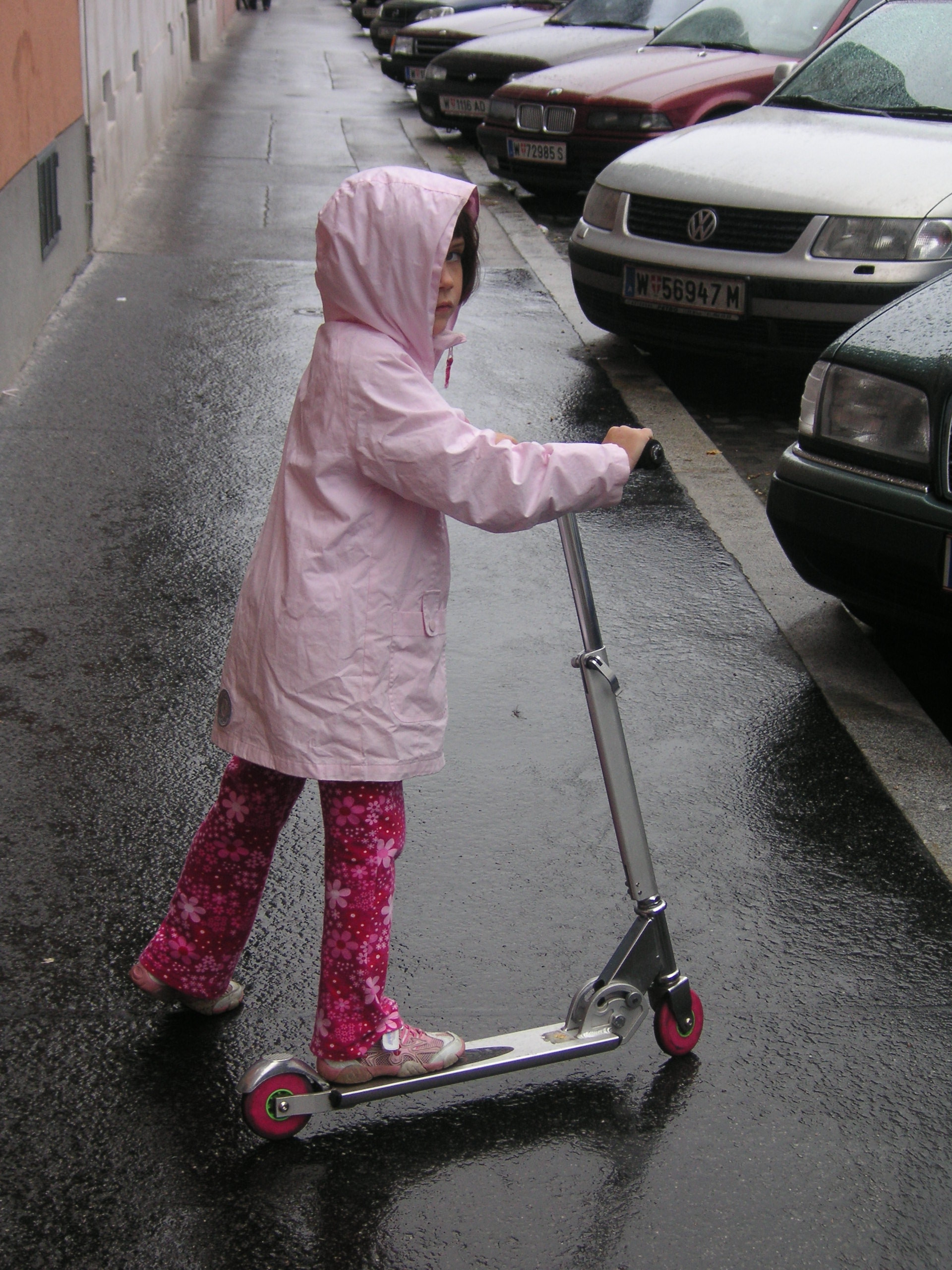
Una niña con un patinete.

Inicialmente el patinete, hasta la década de los años 1960, era hecho de modo prácticamente artesanal en madera con ruedas de goma o con rodamientos de bolas, y su impulsión era dada por uno de los pies del propio usuario.

### Moderno  plegable
A partir de la década de 1980, surgieron versiones repensadas del patinete, hecho con materiales más livianos y resistentes, como el aluminio, cambiando las antiguas ruedas de goma por material sintético. El diseño más atractivo y la estructura más resistente popularizaron el patinete en el mundo.
Los más actuales son plegables, lo que los hace más preparados para llevarlos en el transporte público.

### Deportivo
Este tipo de patinete es uno de los más modernos, se utiliza para hacer acrobacias, como en la bicicleta pero sin pedales y se puso a la venta en España en el año 1994.
A este tipo de patinete se le puso el nombre de scooter freestyle (patinete de estilo libre, en inglés).
A partir de 2002 surgieron marcas como Lucky (EE. UU.), Madd Gear Pro, conocido como MGP (Australia) Blunt (Francia), District (EE. UU.), Phoenix (EE. UU.), Bestial Wolf y MetalCore, esta última solo de ruedas (España).
En 2012, se convirtió en uno de los X-Games; con él se practica el Freestyle Scootering.
Este patinete a diferencia de los demás no es plegable, su manillar es más largo que los convencionales, tiene las ruedas más pequeñas y su altura no es ajustable.

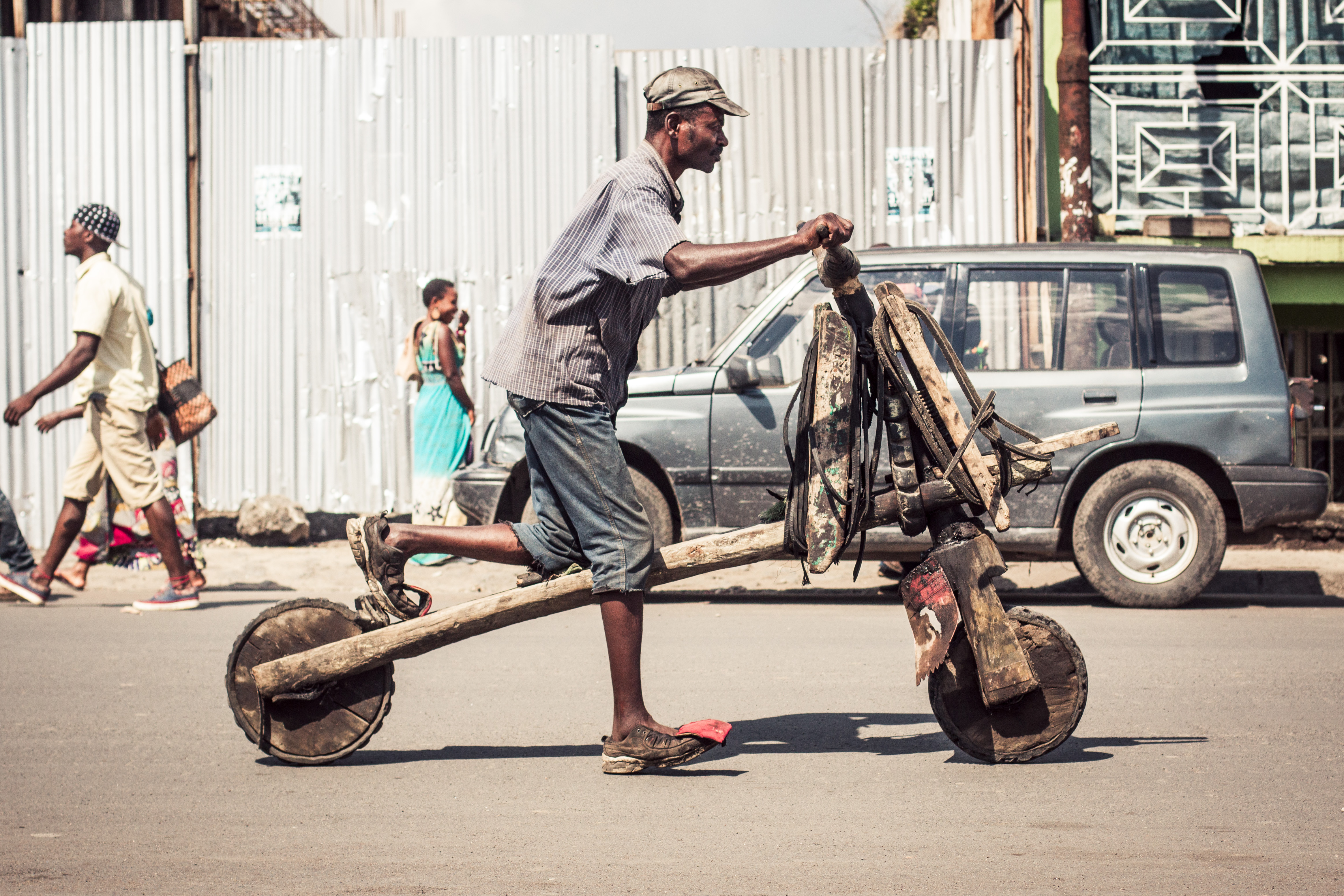
El chukudu es similar en diseño y manejo al patinete, pero con una inclinación más angular y una almohadilla o descanso para la rodilla.

### Chukudu
El chukudu es un patinete de carga originario de la República del Congo. Es de fabricación casera (hecho de madera) y para cumplir con su función es de mayor tamaño que un patinete tradicional, además de contar con una inclinación que permite apoyar la rodilla en lugar del pie (como se haría en un patinete tradicional). En cuanto a sus dimensiones, un chukudu puede tener hasta dos metros de largo y capacidad de hasta 400 kilos de carga.

### Eléctrico
Los patinetes eléctricos se generalizaron a finales de la década de 2010 en los países más desarrollados como medio de transporte urbano individual alternativo al automóvil. Estéticamente, son como los patinetes normales de toda la vida, pero integran una batería y un motor que les permite desplazarse con un mecanismo de aceleración, dispuesto en manillares (caso de patinetes con manillar) o en otras partes, como por ejemplo la base de los pies (caso de aeropatines eléctricos).
Éstos patinetes eléctricos incluyen generalmente conexiones Bluetooth con las que poder manejar, actualizar y controlar el patinete.
Existen muchos patinetes eléctricos según la potencia del motor: 500W, 700W, 2000W etc. Éstos vehículos eléctricos pueden alcanzar velocidades de 25 km/h o incluso más, dependiendo de la potencia. Uno de los más comunes es el patinete eléctrico de Xiaomi (M365).
Para su recarga, puede utilizarse un puerto USB-C o un cargador específico de 36V o 42V generalmente. Existen cargadores de hasta 60V, pero son para baterías de patinetes eléctricos que aún están en fase de desarrollo y experimental.
Los patinetes eléctricos para adultos son relativamente baratos y no producen emisiones nocivas, lo que los convierten en un medio perfecto para desplazarse y en una gran opción para cualquiera que quiera un vehículo de movilidad personal (VMP).
La circulación de estos elementos eléctricos se hace actualmente por los carriles bici, aunque a medida que se hacían más comunes se intentaba regularizar este tema. 
Hay que tener en cuenta las normativas de circulación de cada ciudad, ya que en algunas está prohibida su circulación por las aceras y deben hacerlo por la ciclovía.